# Helmer Bäckström

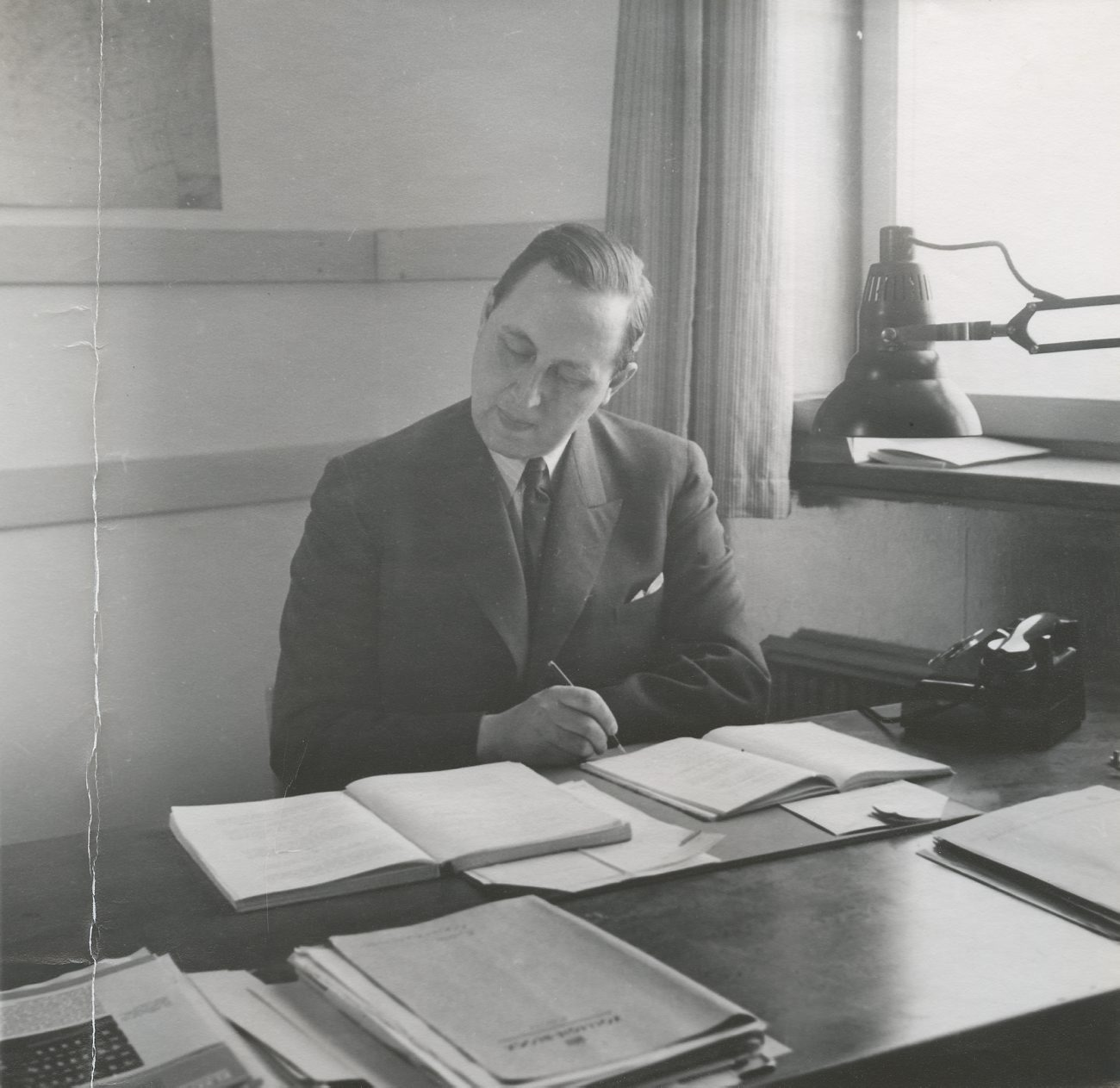
Helmer Bäckström på sin arbetsplats vid institutionen för fotografi vid Kungliga Tekniska Högskolan.

Karl Gustav Helmer Bäckström, född 8 september 1891 i Stockholm, död 21 april 1964 i Engelbrekts församling i Stockholm, utnämndes 1948 till Sveriges förste professor i fotografi, vid Kungliga Tekniska Högskolan (KTH) i Stockholm. Han skrev flera introduktionsböcker inom fotografi och film, och var redaktör för flerbandsverket Fotografisk handbok (1958). 
Bäckström blev fil. lic. 1920 och fil. dr 1928. Bäckström var även praktiserande fotograf och fotosamlare, och hans samling av fotografier ligger till grund för den fotografiska samlingen vid Moderna museet, dokumenterad i boken Bäckströms bilder! Helmer Bäckströms fotografihistoriska samling i  Fotografiska museet (1980). Hans samling av kameror och fotoutrustning finns på Tekniska museet i Stockholm samt delar av det undervisningsmaterial han använde under sin tid vid Kungliga Tekniska Högskolan.
Bäckström invaldes 1951 som ledamot av Ingenjörsvetenskapsakademien och blev hedersledamot av densamma 1956.

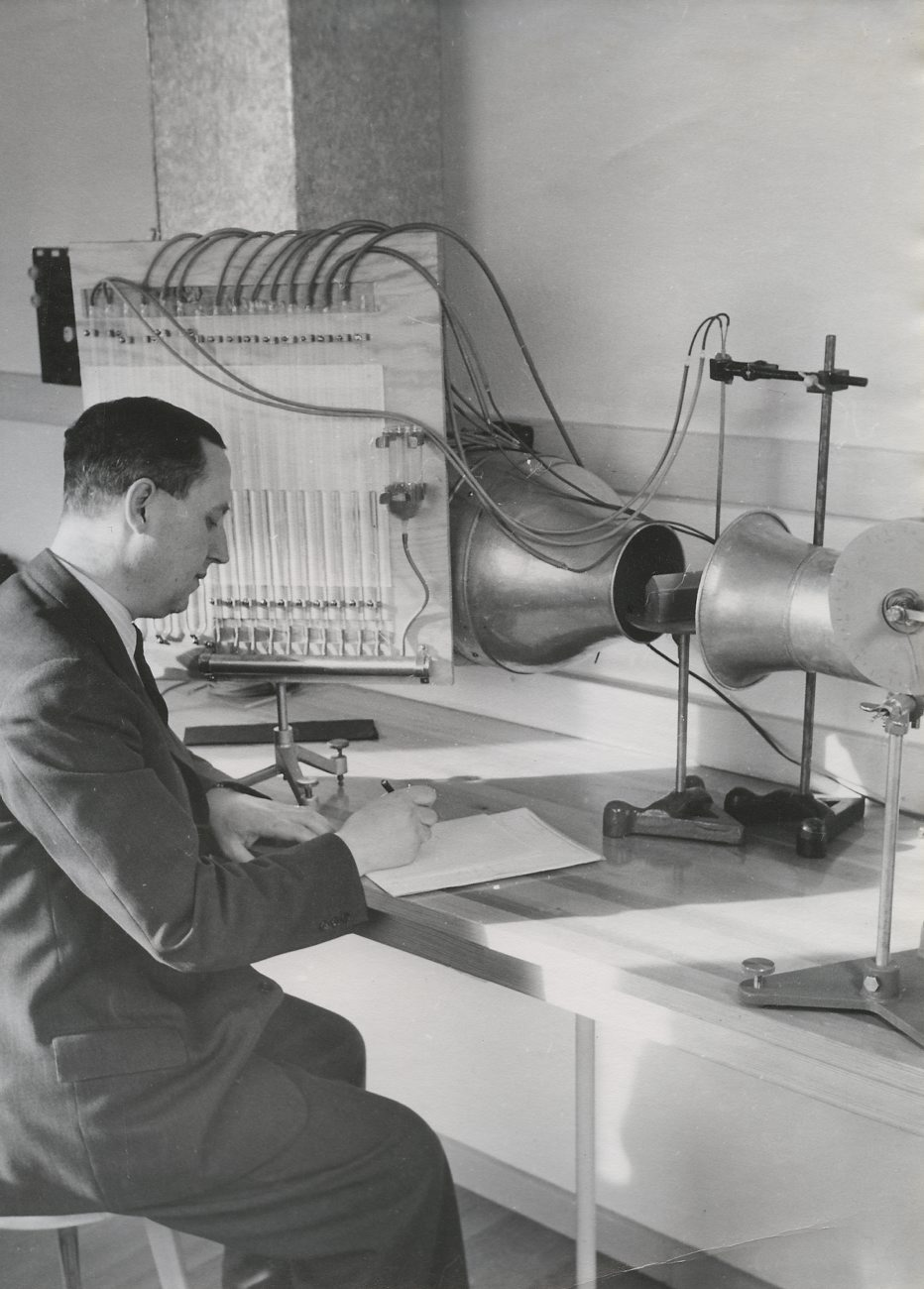
Helmer Bäckström på sin arbetsplats vid institutionen för fotografi vid Kungliga Tekniska Högskolan.

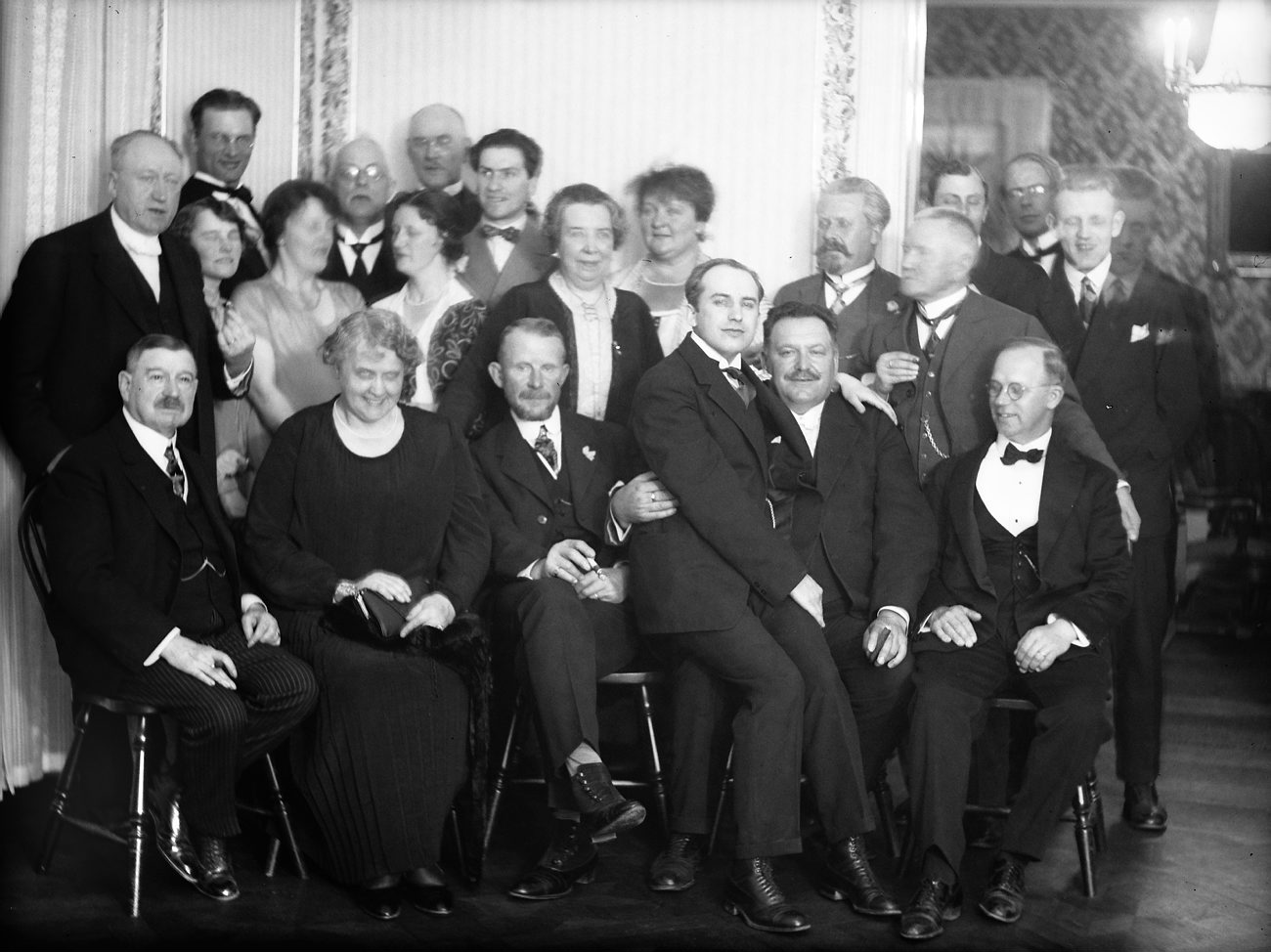
Grupporträtt, Fotografiska Föreningen. Helmer Bäckström sittande i knät längst fram. John Hertzberg stående i mitten längst till vänster.